# Joachim Lütkemann

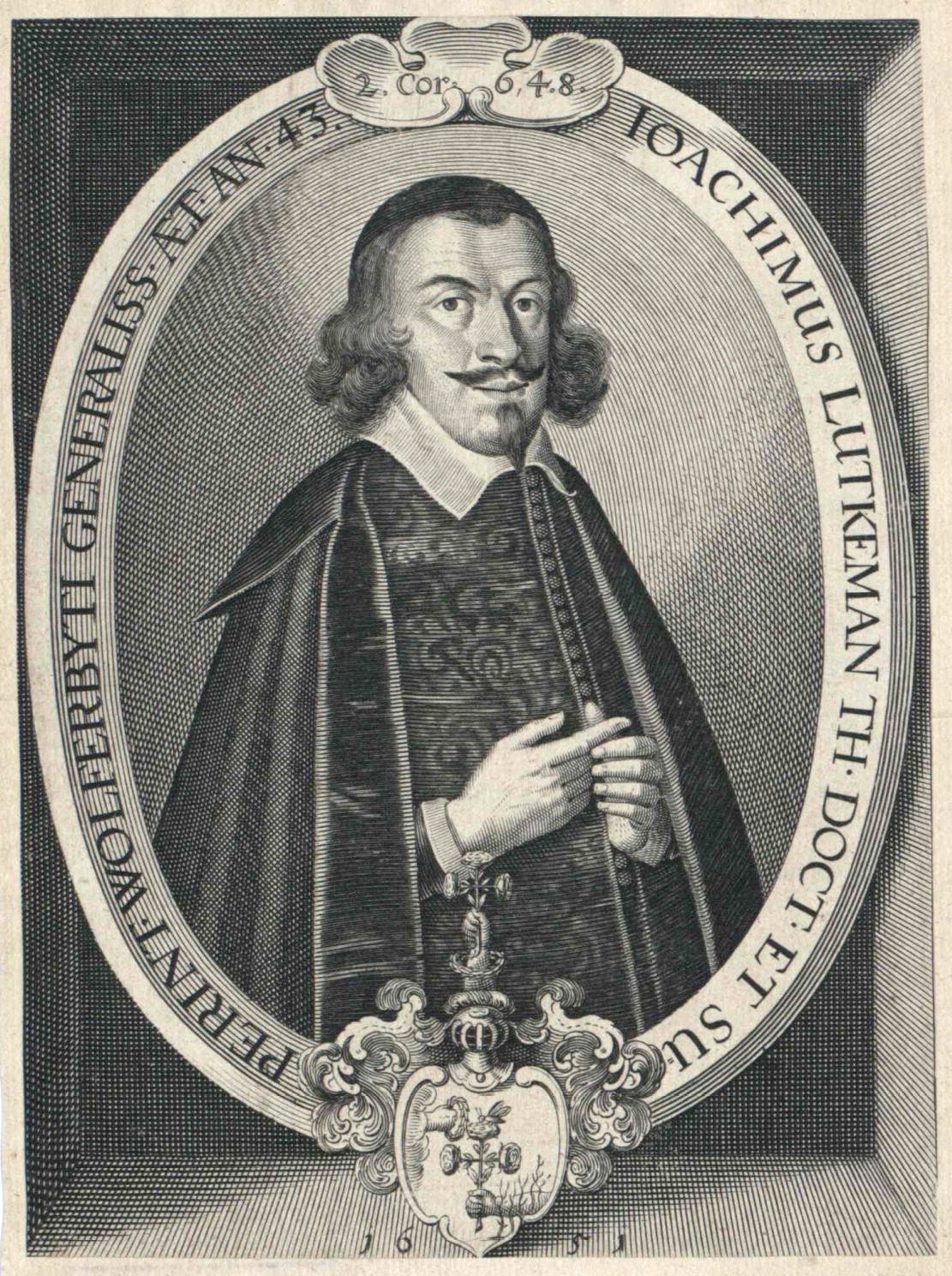
Joachim Lütkemann im Alter von 43 Jahren

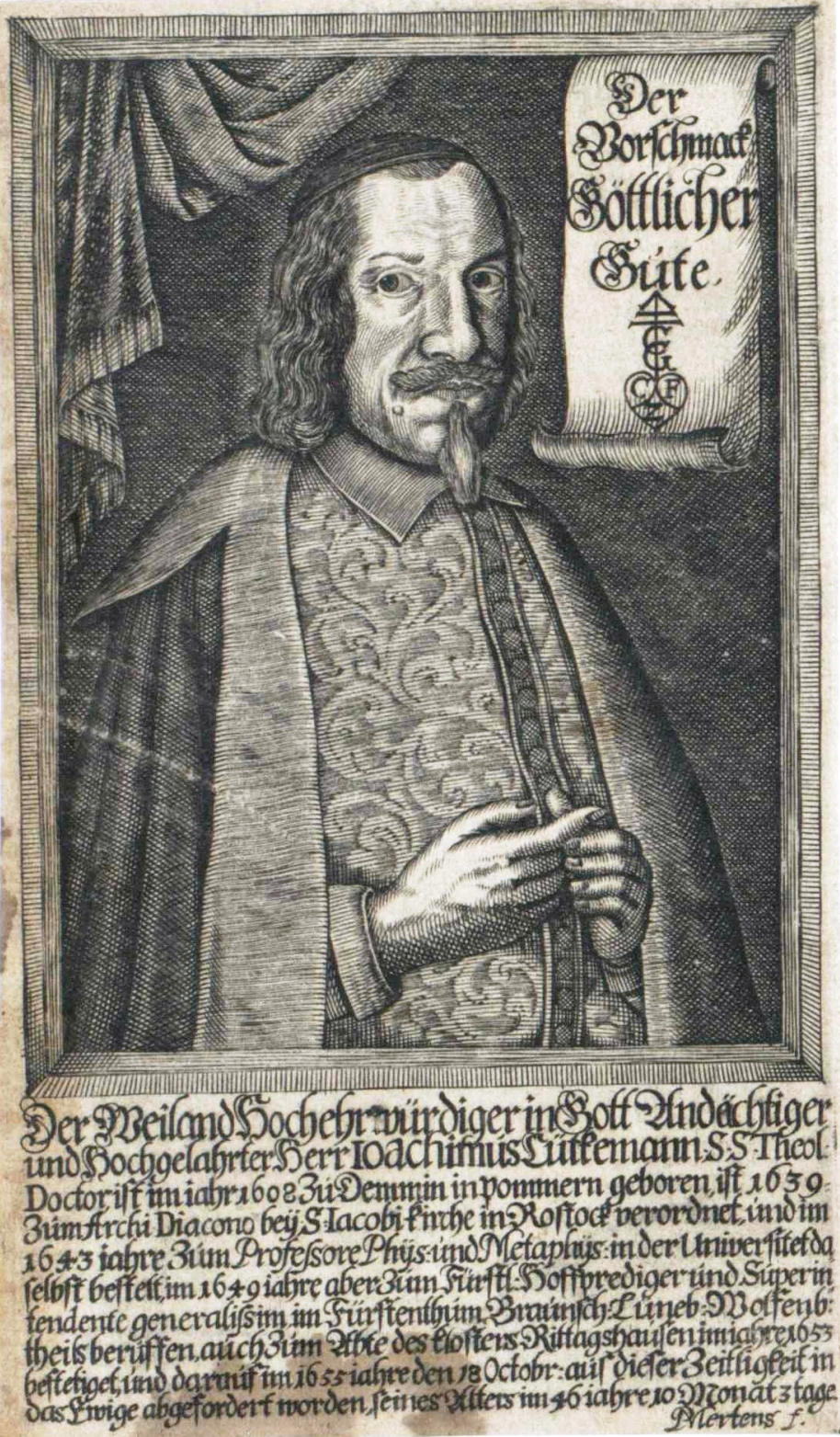
Porträt Lütkemanns

Joachim Lütkemann (* 15. Dezember 1608 in Demmin; † 18. Oktober 1655 in Wolfenbüttel) war ein deutscher lutherischer Theologe und Erbauungsschriftsteller.

## Leben
Joachim Lütkemann war ein Sohn des Demminer Apothekers und Bürgermeisters Samuel Lütkemann und dessen Frau Katharina, geb. Zander. Nach dem Schulbesuch in Demmin ging er (1624) an die Universität Greifswald, anschließend (1626) auf das Marienstiftsgymnasium in Stettin. Danach (1629–1634) studierte er an der Universität Straßburg Philosophie und Theologie. In Straßburg prägten ihn die Lehren von Johann Conrad Dannhauer und Johann Schmidt, die später auch Lehrer Philipp Jakob Speners wurden. Nach einer Studienreise durch Frankreich und Italien ging er im November 1637 an die Universität Rostock, wo er 1638 an der philosophischen Fakultät seine Studien als magister legens abschloss.
1639 wurde er zum Diakon der Rostocker Jakobikirche gewählt und wurde noch im selben Jahr Nachfolger des verstorbenen Magisters Zacharias Deutsch als Archidiakon, dessen Witwe Dorothea er heiratete. 1643 wurde er Professor der Metaphysik und Physik an der Universität Rostock. 1646 disputierte er De viribus naturae et gratiae an der Universität Greifswald pro licentia. Ab November 1646 durfte er in Rostock theologische Übungen halten und wurde zum Rektor der Universität gewählt. 1648 wurde er in Greifswald De baptismo zum Doktor der Theologie promoviert.
1649 stellte Lütkemann in einem Thesenanschlag die Behauptung auf, Jesus Christus sei während der drei Tage seines Todes (tempore mortis) kein wahrer Mensch gewesen, da zum wahren Menschsein die Verbindung von Leib und Seele gehöre, im Tode aber die Seele den Leib verlasse. Lütkemanns eigentliche Intention war, den wahren Tod des Gottessohnes zu behaupten. Daraufhin kam es zu einer Kontroverse mit dem Rostocker Theologen Johannes Cothmann. Nachdem Lütkemann als Irrlehrer denunziert worden war, suspendierte ihn Herzog Adolf Friedrich und verlangte für die Aufhebung der Suspension die Unterzeichnung eines Widerrufs. Da er die Unterschrift wie auch eine geforderte Erklärung verweigerte, wurde er des Landes verwiesen.
Joachim Lütkemann folgte dem Ruf an den Hof Herzogs August von Braunschweig-Wolfenbüttel, wo er Hofprediger und Generalsuperintendent wurde. Dort entwarf er 1651 eine neue Schulordnung, mit der die allgemeine Schulpflicht eingeführt wurde. Von 1650 bis 1653 führte er eine Generalvisitation durch. 1653 wurde er zum Abt von Kloster Riddagshausen ernannt.
An seinem letzten Wirkungsort war er sehr produktiv, wobei seine Schriften zu philosophischen und dogmatischen Themen wenig bedeutend waren. Dagegen zählte sein 1653 erstmals veröffentlichtes Werk „Vorschmack göttlicher Güte“ zu den am meisten verbreiteten Erbauungsbüchern der lutherischen Literatur. Lütkemann näherte sich darin einem mystischen Spiritualismus an, von dem er sich gleichzeitig zu distanzieren suchte, indem er die Verbindung zwischen innerem Glaubensbekenntnis und äußerem Wort als notwendig bezeichnete. Das von Johann Arndts Werk „Vier Bücher vom wahren Christentum“ beeinflusste Buch wurde von Philipp Jacob Spener hochgeschätzt und gehörte zur Pflichtlektüre in dessen ersten collegia pietatis. Von Lütkemanns Schriften wurden die Erbauungsschriftsteller Heinrich Müller, Christian Scriver und Theophil Großgebauer beeinflusst.
Im September 1655 hielt Lütkemann seine berühmte Regentenpredigt, in der er die absolutistischen Bestrebungen der Herrschenden seiner Zeit kritisierte und in Kontrast zum Begriff der Gottesfurcht stellte.

## Familie
Joachim Lütkemann war seit 1639 mit Dorothea von Levetzow (1612–1666) verheiratet, der Witwe des Zacharias Deutsch. Der Ehe entstammten zwölf Kinder, von denen fünf früh starben. Sein Großneffe Timotheus Lütkemann wurde 1734 Generalsuperintendent in Greifswald.

## Schriften
- Der Vorschmack göttlicher Güte. 1653, 1667, 1673.
- Regenten Predigt (von der höchsten Tugend hoher Obrigkeit, über Psalm 37 V. 34). 1655.
- Harpffe von zehen Seyten, Das ist: Gründliche Erklärung Zehen Psalmen Davids. 1658.